# نيك سيمونز
نيك سيمونز (بالإنجليزية: Nick Simmons)‏ هو مصارع هاوي أمريكي، ولد في 25 أكتوبر 1982.

## روابط خارجية
- نيك سيمونز على موقع قاعدة بيانات المصارعة الدولية (الإنجليزية)